# Tibetan Buddhist Resource Center

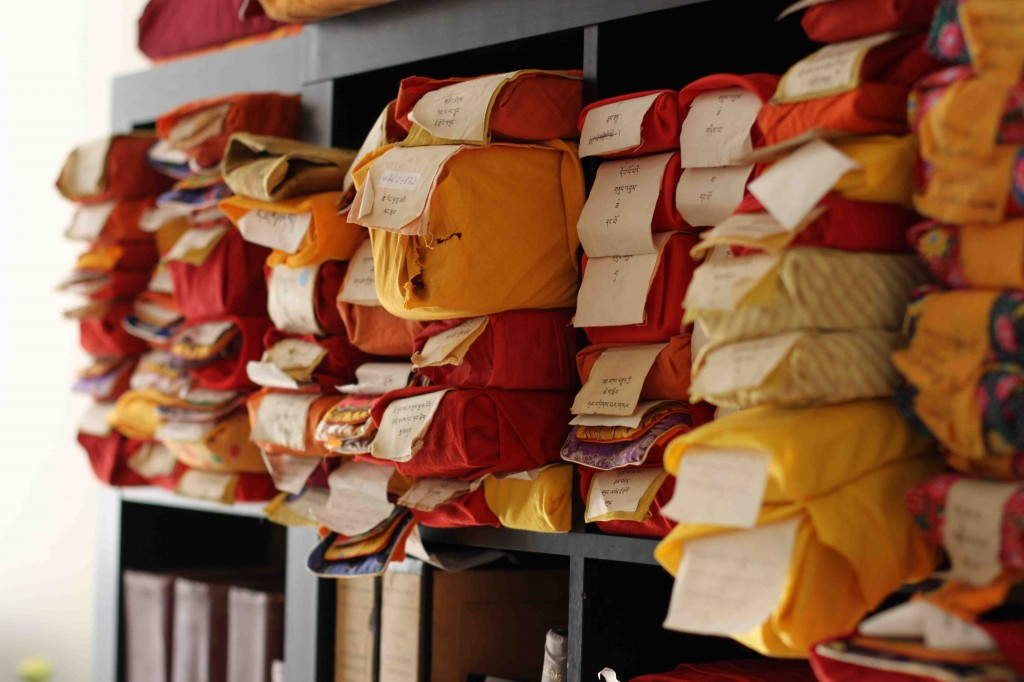
Sammlung traditioneller tibetischer Texte beim TBRC

Das Tibetan Buddhist Resource Center (kurz TBRC) ist eine 501(c)(3)-Non-Profit-Organisation, die sich für den Erhalt und die Verbreitung buddhistischer Texte einsetzt.

## Geschichte
Die Organisation wurde 1999 von E. Gene Smith (* 1936, † 2010), der durch viele Reisen nach Nepal, Indien und andere Teile Asiens, mit der tibetischen Kultur in Berührung kam, gegründet, um Texte des tibetischen Buddhismus aufzuspüren, zu schützen und allen Menschen zugänglich zu machen. Seit dem Jahr 2016 hat die Organisation ihr Aufgabenfeld erweitert: Zukünftig will sie sich für den Erhalt aller buddhistischen Schriften, auch aus anderen Kulturräumen als dem Tibet, einsetzen. Infolge dieser Neuausrichtung trägt die Organisation seit dem Jahr 2016 den Namen Buddhist Digital Research Centre (BDRC).

## Leistungen
Seit der Gründung im Jahr 1999 hat das TBRC die größte digitale Bibliothek für Texte des tibetischen Buddhismus erarbeitet. Mehr als neun Millionen Seiten tibetischer Literatur wurden bereits eingescannt und digital veröffentlicht. Pro Jahr werden zwischen 500.000 und 1 Million Seiten ergänzt.

## Organisation
Der Sitz liegt in Cambridge, Massachusetts. Zudem betreibt das TBRC weltweit viele Büros zur Lagerung und Scannung der gesammelten Texte.

### Partner
- In Zusammenarbeit mit der dortigen Universität, gelang es in der chinesischen Metropole Chengdu eine Bibliothek für die gesammelten Texte zu errichten. In dem Gebäude, das gegen Ende des Jahres 2013, fertiggestellt wurden, werden Texte gelagert und für die Online-Bibliothek eingescannt
- Das TBRC unterhält eine enge Zusammenarbeit mit der Harvard University
- Das TBRC unterhält eine Partnerschaft mit der Khyentse Foundation, die sich ebenfalls für den Erhalt tibetischer Kultur einsetzt
- Unterstützung erhält das TBRC auch von der Orient Foundation for Arts and Culture, die besonders in Indien und im Tibet aktiv ist
- Die Central University of Tibetan Studies in Sarnath unterstützt das TBRC bei der Digitalisierung der Texte
- Die Peter and Patricia Gruber Foundation ist ein langfristiger Unterstützer des TBRCs, Patricia Gruber sitzt außerdem im Vorstand der Organisation[7]